# 2. Eishockey-Bundesliga 2006/07
Die Saison 2006/07 der 2. Eishockey-Bundesliga begann am 15. September 2006 mit 14 Vereinen und wurde von der Eishockeyspielbetriebsgesellschaft organisiert. Die Liga trug in dieser Saison den Namen Asstel Eishockey Liga, benannt nach ihrem Sponsor, der Asstel-Versicherung. Neu in der Liga waren die Kassel Huskies, die aus der Deutschen Eishockey Liga abgestiegen waren, sowie die Aufsteiger ETC Crimmitschau und EV Landsberg 2000.

## Voraussetzungen

### Teilnehmer
| - Bietigheim Steelers - Fischtown Pinguins Bremerhaven - ETC Crimmitschau - Dresdner Eislöwen - Moskitos Essen - Kassel Huskies - ESV Kaufbeuren | - EV Landsberg 2000 - Landshut Cannibals - EHC München - Eisbären Regensburg - Lausitzer Füchse - Schwenninger Wild Wings - Grizzly Adams Wolfsburg |

### Modus
Im Gegensatz zur Vorsaison wurden folgende Modusänderungen vom zuständigen Gremium beschlossen:
- Ähnlich der NHL und der DEL treten in der Verlängerung einer Partie beide Mannschaften nur noch mit maximal 4 Feldspielern an.
- Die bisherige Form der Ermittlung der beiden sportlichen Absteiger in Form von Play-downs als einer Abstiegsrunde der letzten sechs Mannschaften wird wieder durch Play-downs im Play-off-Modus der letzten vier Mannschaften ersetzt.
- Durch die Änderung des Play-down-Modus ist für die Mannschaften auf Platz 9 und 10 nach der Vorrunde die Saison zu Ende.
- Im letztmöglichen Play-off- bzw. Play-down-Spiel einer Serie wird das Spiel solange verlängert bis ein Treffer gefallen ist. Die bisher übliche Entscheidung durch ein Penaltyschießen wird abgeschafft.
- Vor einem Penaltyschießen werden die Innenbahnen der Eisfläche neu aufbereitet.

### Spielerlizenzen
- Es dürfen maximal 15 Feldspieler mit deutscher Spielerlizenz und geboren vor dem 1. Januar 1983 oder ohne deutsche Spiellizenz pro Spiel auf dem Spielberichtsbogen aufgeführt werden.
- Es dürfen maximal 5 Spieler ohne deutscher Spielerlizenz auf dem Spielberichtsbogen aufgeführt werden, aber es können bis Transferschluss eine unbegrenzte Anzahl von Spielern ohne deutscher Spielerlizenz verpflichtet werden.
- Spieler, die spielberechtigt für eine Auswahl des DEB sind, und ab dem 1. Januar 1983 geboren sind, können eine Förderlizenz für eine Mannschaft der Oberliga bekommen.
- Förderlizenzspieler müssen bis zum Ende der Transferfrist (31. Januar) mindestens zehn Spiele für die Zweitligamannschaft bestritten haben, um weiterhin in der 2. Liga spielberechtigt zu sein.

## Vorrunde

### Abschlusstabelle
Für einen Sieg nach der regulären Spielzeit wurden einer Mannschaft drei Punkte gutgeschrieben, war die Partie nach 60 Minuten unentschieden, erhielten beide Teams einen Punkt, dem Sieger der fünfminütigen Verlängerung beziehungsweise nach einem nötigen Penaltyschießen wurde ein Zusatzpunkt gutgeschrieben. Verlor eine Mannschaft in der regulären Spielzeit, erhielt diese keine Punkte.
|     | Klub                           | Sp | S  | OTS SOS | OTN SON | N  | Tore    | Punkte |
| --- | ------------------------------ | -- | -- | ------- | ------- | -- | ------- | ------ |
| 1.  | Kassel Huskies (A)             | 52 | 37 | 4       | 1       | 10 | 203:113 | 120    |
| 2.  | Grizzly Adams Wolfsburg        | 52 | 32 | 3       | 5       | 12 | 209:142 | 107    |
| 3.  | Fischtown Pinguins Bremerhaven | 52 | 28 | 4       | 3       | 17 | 203:149 | 95     |
| 4.  | Schwenninger Wild Wings        | 52 | 27 | 3       | 4       | 18 | 191:159 | 91     |
| 5.  | Landshut Cannibals             | 52 | 25 | 6       | 3       | 18 | 186:131 | 90     |
| 6.  | EHC München                    | 52 | 23 | 6       | 5       | 18 | 176:157 | 86     |
| 7.  | Moskitos Essen                 | 52 | 24 | 4       | 2       | 22 | 206:204 | 82     |
| 8.  | Eisbären Regensburg            | 52 | 25 | 2       | 3       | 22 | 178:153 | 82     |
| 9.  | SC Bietigheim-Bissingen        | 52 | 21 | 5       | 8       | 18 | 156:149 | 81     |
| 10. | EV Landsberg 2000 (N)          | 52 | 22 | 5       | 2       | 23 | 168:179 | 78     |
| 11. | Dresdner Eislöwen              | 52 | 22 | 3       | 4       | 23 | 162:174 | 76     |
| 12. | ETC Crimmitschau (N)           | 52 | 10 | 1       | 8       | 33 | 101:189 | 40     |
| 13. | ESV Kaufbeuren                 | 52 | 6  | 5       | 4       | 37 | 131:255 | 32     |
| 14. | Lausitzer Füchse               | 52 | 7  | 4       | 3       | 38 | 106:222 | 32     |

Abkürzungen: Sp = Spiele, S = Siege, OTS = Siege nach Verlängerung, SOS = Siege nach Penaltyschießen, OTN = Niederlagen nach Verlängerung, SON = Niederlagen nach Penaltyschießen, N = Niederlagen, (N) = Neuling, (A) = Absteiger

Erläuterungen:       = direkte Qualifikation für die Play-offs,       = Saison beendet,       = Play-downs.

## Play-offs

### Viertelfinale
Die bestplatzierten acht Mannschaften der Hauptrunde traten ab dem 16. März 2007 im Modus „Best of Seven“ gegeneinander an, um einen Aufstiegskandidaten in die Deutsche Eishockey Liga auszuspielen.
|                                              | Serie | 1   | 2         | 3   | 4   | 5   | 6   | 7 |
| -------------------------------------------- | ----- | --- | --------- | --- | --- | --- | --- | - |
| Kassel Huskies – Eisbären Regensburg         | 4:0   | 5:2 | 5:4 n. V. | 6:2 | 4:0 | –   | –   | – |
| Grizzly Adams Wolfsburg – Moskitos Essen     | 4:0   | 6:4 | 5:0       | 9:4 | 4:2 | –   | –   | – |
| Fischtown Pinguins – EHC München             | 2:4   | 3:4 | 2:4       | 8:2 | 0:3 | 8:2 | 0:1 | – |
| Schwenninger Wild Wings – Landshut Cannibals | 1:4   | 3:4 | 2:3 n. V. | 4:0 | 1:5 | 2:3 | –   | – |

### Halbfinale
Das Halbfinale wurde im Modus „Best of Five“ durchgeführt. Spieltage waren der 1. April, der 3. April. der 5. April, der 7. April und der 9. April
|                                              | Serie | 1   | 2   | 3   | 4 | 5 |
| -------------------------------------------- | ----- | --- | --- | --- | - | - |
| Kassel Huskies – EHC München                 | 3:0   | 7:3 | 3:0 | 7:1 | – | – |
| Grizzly Adams Wolfsburg – Landshut Cannibals | 3:0   | 5:3 | 4:2 | 4:0 | – | – |

### Finale
Das Finale wurde ebenfalls im Modus „Best of Five“ ausgetragen. Spieltage waren der 13., der 15., der 17., der 20. sowie der 22. April.
|                                          | Serie | 1   | 2   | 3   | 4 | 5 |
| ---------------------------------------- | ----- | --- | --- | --- | - | - |
| Kassel Huskies – Grizzly Adams Wolfsburg | 0:3   | 0:1 | 2:3 | 1:2 | – | – |

## Play-downs
Die Platzierten 11 bis 14 ermittelten im Play-down-Modus „Best of Seven“ ab dem 16. März 2007 die zwei
sportlichen Absteiger für die Oberliga 2007/08.
|                                          | Serie | 1         | 2         | 3   | 4   | 5         | 6         | 7   |
| ---------------------------------------- | ----- | --------- | --------- | --- | --- | --------- | --------- | --- |
| Dresdner Eislöwen – Lausitzer Füchse     | 2:4   | 4:3       | 1:2 n. V. | 0:1 | 2:1 | 1:2 n. P. | 1:3       | –   |
| Eispiraten Crimmitschau – ESV Kaufbeuren | 4:3   | 3:4 n. V. | 2:5       | 5:2 | 0:3 | 3:1       | 2:1 n. V. | 5:0 |

Die beiden Sieger der Play-downs waren sportlich für die 2. Bundesliga 2007/2008 qualifiziert, die Verlierer stiegen in die Eishockey-Oberliga ab.